# Lepicolea herzogiana
Lepicolea herzogiana là một loài Rêu trong họ Lepicoleaceae. Loài này được Steph. mô tả khoa học đầu tiên năm 1916.